# نبرد جزیره رامره
نبرد جزیره رامره به مدت ۶ هفته مابین ژانویه و فوریه سال ۱۹۴۵ میلادی و در جزیره رامره درگرفت، این نبرد بخشی از سلسله تهاجمات ۱۹۴۴ تا ۱۹۴۵ سپاه پانزدهم (هند) به جبهه جنوب نبرد برمه در طول جنگ جهانی دوم بود. جزیرهٔ رامره با فاصله اندکی در سواحل برمه  قرار گرفته و در سال ۱۹۴۲ ارتش امپراتوری ژاپن که به سرعت پیشروی می‌کرد آن را به‌همراه سایر بخش‌های جنوب برمه تسخیر کرد. در ژانویه سال ۱۹۴۵ متفقین عملیاتی را برای بازپس‌گیری رامره و جزیره چیدوبا در همسایگی آن راه‌اندازی کردند، هدف ایجاد پایگاه‌های هوایی-دریایی در جزایر بود. پادگان ژاپنی رامره شامل صد و بیست و یکمین هنگ پیاده‌نظام، بخشی از لشکر پنجاه و چهارم ژاپن بود. فرمانده هنگ سرهنگ کانیچی ناگازاوا بود.
نبرد همچنین با گزارش‌هایی از خورده شدن تعداد زیادی از سربازان ژاپنی توسط کروکودیل‌های آب شوری که داخل مرادب‌ها انتظار می‌کشیدند همراه شد. کتاب رکوردهای جهانی گینس این واقعه را با دو عنوان "بدترین فاجعه رخداده توسط کروکودیلها در جهان (مورد بحث)" و "بیشترین مرگ و میر ناشی از یک حملهٔ کروکودیل‌ها" در فهرست خود جای داده است.

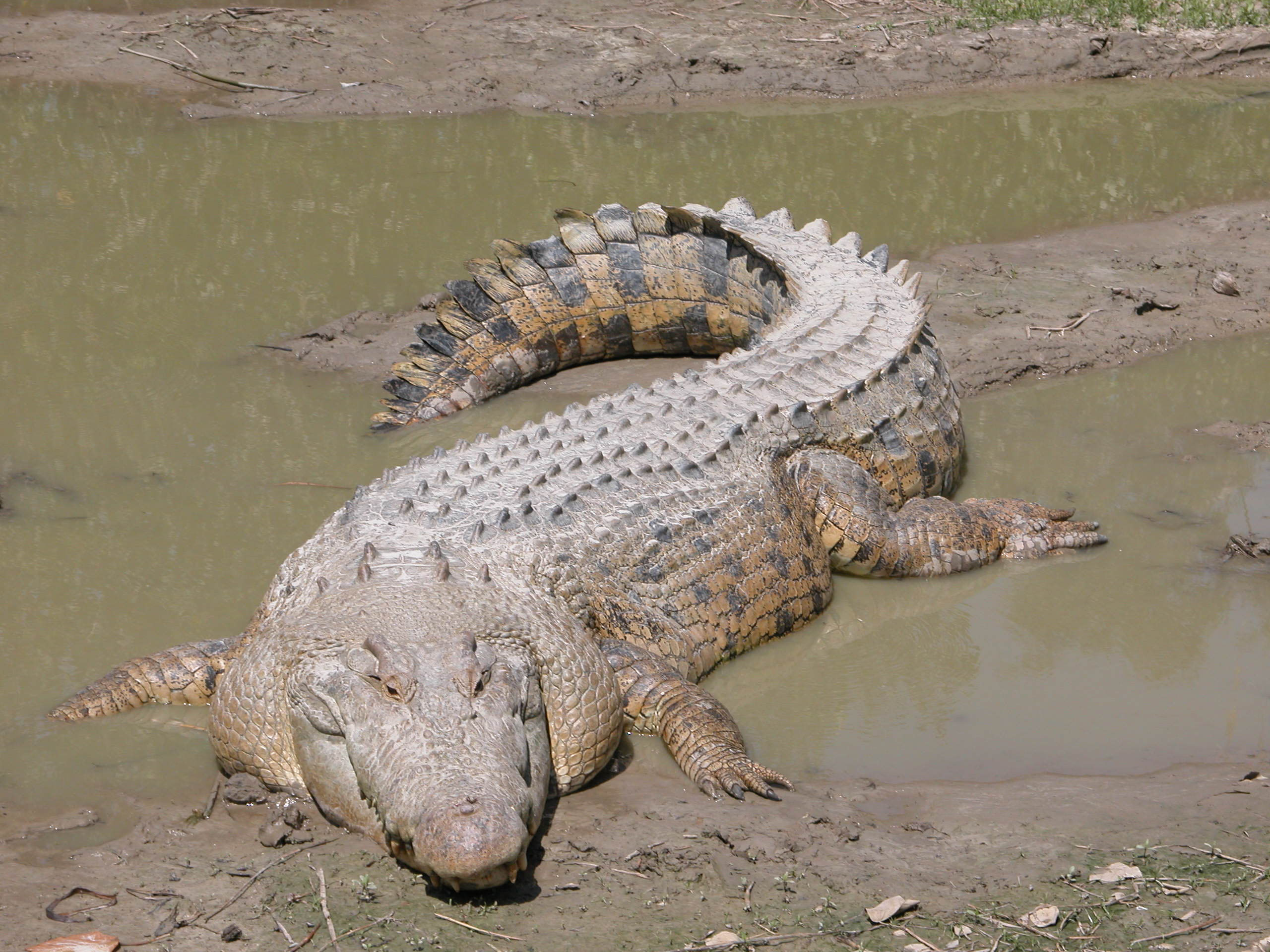
A کروکودیل آب شور

## یادداشت
1. ^  b DANFS: HMS Ameer بایگانی‌شده  در ۷ دسامبر ۲۰۱۰ توسط Wayback Machine
2. ^  Ramree